# Euproctis fraterna
Euproctis fraterna är en fjärilsart som beskrevs av Moore 1883. Euproctis fraterna ingår i släktet Euproctis och familjen tofsspinnare. Inga underarter finns listade i Catalogue of Life.